# باشگاه ورزشی املک
باشگاه ورزشی اِمِلِک یک باشگاه ورزشی اکوادوری مستقر در گوایاکیل است که بیشتر به خاطر تیم فوتبال حرفه‌ای خود شناخته می‌شود. این تیم فوتبال در سری آ اکوادور، بالاترین سطح فوتبال حرفه‌ای در این کشور بازی می‌کند و تا بحال ۱۴ بار قهرمان این لیگ شده است. بازی‌های این تیم در ورزشگاه جرج کاپوِل انجام می‌شود.